# Medúzovci
Medúzovci (Scyphozoa) je třída mořských živočichů z kmene žahavců, do níž je řazeno přibližně 220 druhů v 71 rodech. Medúzovci žijí v mořích po celém světě od jižního pólu k severnímu, nejčastěji v pobřežních šelfech, ale jsou známy i hlubinné druhy. V životním cyklu se vždy vyskytuje stadium „medúza“, volně plovoucí forma se zvonem a žahavými rameny, nicméně v případě medúzovců chybí plachetka (velum). Většina druhů má dále rovněž přisedlé stádium známé jako „polyp“, na jehož ústním konci se obvykle strobilací odštěpují nové mladé medúzy. Ramena obsahují jedovaté látky, které mohou při požahání vyvolat bolest a v některých případech jsou pro člověka dokonce životně nebezpečné (např. kořenoústka Lobonema).

## Popis

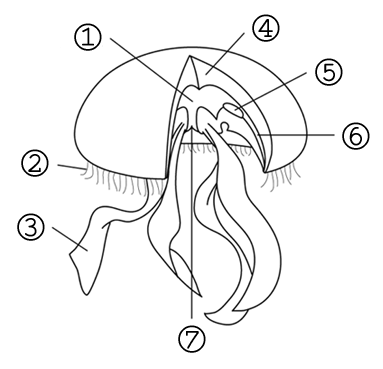
Schéma medúzy Aurelia aurita
(1) Vnitřní dutina
(2) Okrajová chapadélka
(3) Žahavá ramena
(4) Mezoglea
(5) Pohlavní orgány
(6) Entoderm
(7) Ústní otvor

### Polyp
Polypy jsou zpravidla malé a nenápadné, jsou koloniální nebo žijí jednotlivě, mají jeden tělní otvor a uvnitř těla se nachází relativně tenká vrstva gelovité tkáně, tzv. mezoglea.

### Medúza
Medúzy představují čtyřstranně souměrné, volně plovoucí a samostatně žijící stadium. Tělo, složené z 97 % z vody, bývá zvonovité a poloprůhledné či mléčného vzhledu. Na povrchu se nachází pokožka (epidermis), pod ní mezoglea (tlustá želatinózní vrstva) a zcela uvnitř je gastrovaskulární dutina (trávicí a „cévní“ soustava) s obalem zvaným gastrodermis. Na okrajích zvonu se tyto tři vrstvy spojují. Naspodu zvonu (v místě zvaném subumbrella) se nachází ústní otvor. V mezogleální vrstvě se nachází svalovina umožňující pohyb (vypuzováním vody pod zvonem pomocí svaloviny po obvodě zvonu). Nervová soustava má síťovitou stavbu, u některých druhů se nachází nervový kruh kolem dokola zvonu. K důležitým smyslovým orgánům patří statocysta (orgán sloužící k určování polohy), obvykle i jednoduchá očka umožňující vnímání světla a občas také speciální orgány hmatu. Koncentrují se v oblastech na obvodu zvonu, tzv. ropáliích.

## Životní cyklus

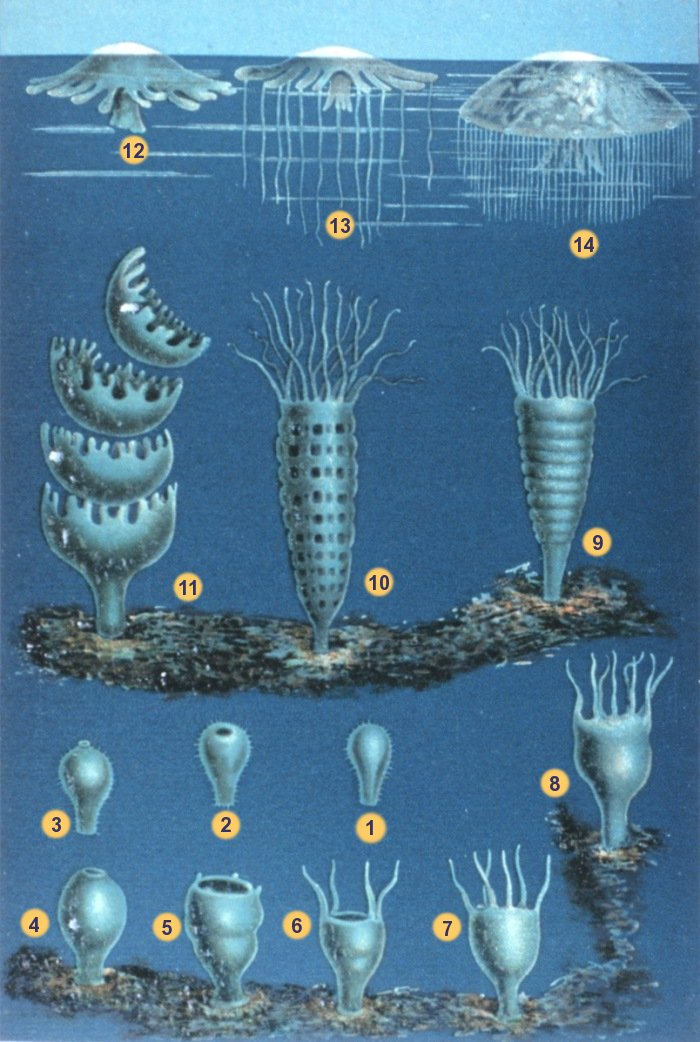
vývojový cyklus medúzovců:
1-8 proměna planuly ve scyfopolypa,
9-11 strobilace,
12-14 dospívání efyry ve scyfomedúzu

Životní cyklus je vlastně rodozměna (metageneze) ve zvláštní podobě – dochází při ní k přechodu od přisedlé formy (vzniklé pohlavní cestou) k volně se pohybující (vzniklé nepohlavně). Na dospělém polypu se vytvoří nový jedinec (efyra), který se příčně odškrtí (strobiluje) a doroste do formy medúzy, zvané scyfomedúza (nepohlavní část rozmnožování). Ta z gonád uvolní do gastrovaskulární soustavy pohlavní buňky a ústním otvorem vypustí do vody vajíčka nebo spermie (pohlavní část rozmnožování, medúzovci jsou odděleného pohlaví – gonochoristé). K oplození dojde ve vodě a rýhováním vzniká larva (planula), která přisedne a vytvoří se nový polyp (scyfopolyp, scyphistoma).

## Systém a zástupci
řád: Kalichovky (Stauromedusidae)
Medúzy jsou přisedlé hřbetní stranou k podkladu, tvarem a způsobem života se tedy podobají polypu. Jejich vývoj není dostatečně známý, nevytvářejí typickou planulu ani typického polypa. Vyskytují se hlavně v chladných mořích, cirkumpolárně.
- kalichovka (Lucernaria)

obývá chladná moře na severní polokouli
řád: Korunovky, syn. Kruhovky (Coronata)
Exumbrella vybíhá dolů v pás oddělený zářezem. Celá medúza pak může tvarem připomínat přilbici nebo korunu. Žijí v různých hloubkách téměř všech světových moří.
- Korunovka purpurová (Periphylla periphylla)

řád: Talířovky (Semaeostomea)
Medúzy mívají obvykle málo vyklenuté tělo a dorůstají větších rozměrů. Chobotovité manubrium (příústní val) bývá prodlouženo ve čtyři výrazné cípy sloužící také k lovu potravy.
- Talířovka ušatá (Aurelia aurita)

Nachází se v evropských mořích, je 40 cm dlouhá, průměr zvonu ca 15 cm. Přes exumbrellu prosvítají čtyři modré podkovovité (ouškaté) pohlavní žlázy. Ramena manubria jsou dlouhá, početná chapadla na okraji zvonce jsou krátká. Může se živit jako mikrofág pomocí řasinkového epitelu na povrchu těla, který transportuje jemné částečky potravy do rýhy na obvodu zvonce, kde jsou vychytávány rameny manubria.
- Talířovka svítivá (Pelagia noctiluca)

Má kromě dlouhých ramen manubria také dlouhá, ale málo početná chapadla na okraji zvonce. Nevytváří stádium polypa. Tělo bíle světélkuje díky symbiotickým řasám.[zdroj?] Žije v teplých mořích do 50° z. š., na jednom místě se většinou vyskytuje více jedinců.
- Talířovka obrovská (Cyanea capillata, syn. C. arctica)

Je to největší medúza na světě (a pravděpodobně také nejdelší živočich), má velmi početná chapadla dlouhá až 40 m a zvon o průměru až 2 m. Vyskytuje se v severních chladných mořích.
řád: Kořenoústky (Rhizostomea)
Medúzy nemají chapadla, která jsou zde nahrazena složitou stavbou velkého manubria. Jeho původní přijímací otvor je zarostlý, sekundárně je vytvořena hustá síť kanálků zakončená savými rourkami na povrchu manubria. Trávicí enzymy jsou tímto systémem dopravovány až na manubriem zachycenou potravu, která je tak mimotělně trávena. Většina druhů se živí jako mikrofágové.
- Kořenoústka plicnatá (Rhizostoma pulmo)

Průměr zvonu je ca 20 cm. Pomalé stahování těla při plavání připomíná dýchací pohyby. Je druhem evropských moří.
- Kořenoústka hrbolatá (Cotylorhiza tuberculata)

poskytuje ochranu malým treskám[zdroj?]